# Parafia św. Alberta Chmielowskiego w Librantowej
Parafia św. Alberta Chmielowskiego w Librantowej – parafia rzymskokatolicka z siedzibą w Librantowej, znajdująca się w diecezji tarnowskiej, w dekanacie Nowy Sącz Centrum.

## Historia
Od 1412 r. mała wieś Librantowa (licząca wówczas ok. 160 mieszkańców) należała do klasztoru Norbertanów w Nowym Sączu. Po likwidacji klasztoru (12 stycznia 1782) końcem XVIII w. do roku 1801 przynależała do kolegiaty św. Małgorzaty w Nowym Sączu. Od roku 1801 przez 188 lat należała do parafii Siedlce. Na mocy dekretu bpa tarnowskiego Jerzego Ablewicza od lipca 1989 r. w Librantowej utworzono samodzielny rektorat. Rektorat posiadał własny kościół żelbetowy. 
Parafia rzymskokatolicka pw. św. brata Alberta Chmielowskiego erygowana została mocą dekretu ówczesnego bpa ordynariusza tarnowskiego Wiktora Skworca 3 listopada 2002 r., a ogłosił ten dekret 15 grudnia 2002 r. ks. prałat Waldemar Durda.
Kościół parafialny powstał w latach 1983–1987 wg projektu Pawła Dygonia i systematycznie był uposażany. Kamień węgielny poświęcił bp Piotr Bednarczyk 15 czerwca 1985 r., ten sam biskup poświęcił kościół 5 czerwca 1988 r. (uwieńczenie budowy kościoła). Kościół, parafia w 2002 r. wzbogaciła się o nowe cztery dzwony ufundowane przez parafian: Miłosierdzie Boże, Maryja, św. Albert oraz św. Stanisław, wykonane w Odlewni Dzwonów Felczyńskich w Taciszowie. Parafia posiada własny cmentarz oraz plebanię powstałą w latach 1990–1995.

## Proboszczowie
- ks. Stanisław Kumiega (do 1987) – organizator[6]
- ks. Stanisław Łabędź (1989–2002) – rektor[7]
- ks. Stanisław Łabędź (2002–2006)[7]
- ks. Henryk Osora (od 27.08.2006)[3]